# Beveringen
Beveringen ist ein Ortsteil der Stadt Pritzwalk im Landkreis Prignitz in Brandenburg.

## Geografie
Der Ort liegt drei Kilometer östlich von Pritzwalk. Die Nachbarorte sind Streckenthin und Kiebitzberg im Nordosten, Alt Krüssow und Neu Kemnitz im Osten, Koppel und Kemnitz im Südosten, Sarnow im Süden, Neuhausen und Neuhof im Südwesten, Pritzwalk im Westen sowie Wegemühle im Nordwesten.

## Geschichte
Die erste schriftliche Erwähnung von Beveringen stammt aus dem Jahr 1368. Darin wurde der Ort unter „Beveringhe“ verzeichnet. Bis 1816 gehörte der Ort zum Kreis Pritzwalk in der Provinz Prignitz; ein Teil der Kurmark der Mark Brandenburg und kam anschließend zum Kreis Ostprignitz. Am 17. Oktober 1928 wurde der Gutsbezirk Streckenthin nach Beveringen eingegliedert. Ab 1952 gehörte Beveringen zum Kreis Pritzwalk im Bezirk Potsdam. Seit dem 6. Dezember 1993 ist der Ort ein Teil des heutigen Landkreises Prignitz.

## Bauwerke
Die Liste der Baudenkmale in Pritzwalk enthält zwei Einträge zum Ort. Darunter die Ende des 15. Jahrhunderts erbaute Dorfkirche Beveringen.